# Harrisburg (Arkansas)
Harrisburg é uma cidade localizada no estado americano de Arkansas, no Condado de Poinsett.

## Demografia
Segundo o censo americano de 2000, a sua população era de 2 192 habitantes.
Em 2006, foi estimada uma população de 2 148, um decréscimo de 44 (-2.0%).

## Geografia
De acordo com o United States Census Bureau, a localidade tem uma área de 5,4 km², sem área coberta por água.

## Localidades na vizinhança
O diagrama seguinte representa as localidades num raio de 32 km ao redor de Harrisburg.